# Eidson Road
Eidson Road ist ein Census-designated place (CDP) im Maverick County, Texas in den Vereinigten Staaten. Das U.S. Census Bureau hat bei der Volkszählung 2020 eine Einwohnerzahl von 9.461 ermittelt.

## Geografie
Dem United States Census Bureau zufolge hat der CDP eine Gesamtfläche von 19,4 km², davon 18,4 km² Land.

## Demografie
Laut der Volkszählung aus dem Jahre 2000 gab es im CDP 9.348 Einwohner, 2.232 Haushalte und 2.077 Familien, die in Eidson Road ansässig waren. Die Bevölkerungsdichte betrug 507,6 Einwohner pro Quadratkilometer. Der Median des Einkommen je Haushalt lag bei US$ 19.355, der Median des Einkommens einer Familie bei US$ 20.327. Das Pro-Kopf-Einkommen liegt bei 37.560 US-Dollar. 41,7 % der Einwohner und 39,4 % der Familien leben unterhalb der Armutsgrenze. Das Durchschnittsalter beträgt 24 Jahre.
Von den 371 Haushalten hatten 61,3 % Kinder unter 18 Jahre, die im Haushalt lebten. 76,2 % davon waren verheiratete, zusammenlebende Paare. 13,7 % waren allein erziehende Mütter und 6,9 % lebten nicht in Familien. 6,3 % aller Haushalte waren Singlehaushalte und in 3 % lebten Menschen, die 65 Jahre oder älter waren. Die Durchschnittshaushaltsgröße betrug 4,19 und die durchschnittliche Größe einer Familie belief sich auf 4,38 Personen.

## Unterricht
Eidson Road liegt im Eagle Pass Independent School District.